# ATIS (luchtvaart)
ATIS is de afkorting van Automatic Terminal Information Service. Dit is een radioservice die over het algemeen wordt aangeboden aan vertrekkend en aankomend luchtverkeer op de grotere luchthavens, zoals Brussels Airport, Schiphol, Groningen Airport Eelde, Rotterdam Airport en Maastricht Aachen Airport. ATIS bestaat uit een automatisch bericht dat continu wordt uitgezonden op een of meer frequenties in de VHF-luchtvaartband. Het bericht bevat informatie over onder meer de actuele weersgesteldheid op het vliegveld en operationele bijzonderheden.
Beluister hier een opname van een willekeurige ATIS-uitzending met aankomstinformatie voor Schiphol: Opname ATIS Schiphol (Ogg Vorbis). In onderstaande tabel staat een uitleg van hetgeen is te horen in de opname.
Elke ATIS-uitzending krijgt een letter toegewezen, in dit voorbeeld (K)ilo. Als er wijzigingen in de informatie zijn, dan zal de uitzending de volgende letter in het alfabet krijgen: (L)ima. De informatie in ATIS-uitzendingen wordt vele malen per dag bijgewerkt. Bij het aanroepen van de luchthaven vermeld het vliegtuig de ATIS code zodat het vliegveld weet of het vliegtuig op de hoogte is van de laatste informatie. 
| Tekst opname ATIS                                    | Vertaling en uitleg |
| ---------------------------------------------------- | --- |
| This is Schiphol arrival information Kilo            | Dit is Schiphol-aankomstinformatie, bulletin K(ilo) |
| Main landing runway 18 Right                         | Hoofdlandingsbaan 18 Rechts |
| Transition level 50                                  | Overgangsniveau 50 |
| 200 degrees, 11 knots                                | Windrichting 200 graden, windsnelheid 11 knopen (Zie betreffende METAR-code). In tegenstelling tot in de METAR is de windrichting t.o.v. het magnetisch noorden. |
| Visibility 10 kilometres                             | Zicht 10 kilometer |
| Few 1300 feet, scattered 1800 feet, broken 2200 feet | Bewolkingsgraad en -hoogtes in voet. (Zie betreffende METAR-code)                                                                                                |
| Temperature 15, dewpoint 13                          | Temperatuur 15°C, dauwpunt 13°C (Zie betreffende METAR-code) |
| QNH 995 hectopascal                                  | Luchtdruk 995 hectopascal. (Zie betreffende METAR-code) |
| No significant change                                | Geen significante veranderingen. (Zie betreffende METAR-code) |
| Contact Approach and Arrival callsign only           | Geef alleen uw callsign als u contact opneemt met de naderingsverkeersleiding                                                                                    |
| End of information Kilo                              | Einde van informatiebulletin Kilo |